# Doris Grumbach
Doris Grumbach (* 12. Juli 1918 in New York City, New York; † 4. November 2022 in Kennett Square, Pennsylvania) war eine US-amerikanische Schriftstellerin und Dichterin.

## Leben
Ihre Eltern waren Leonard William Isaac Oppenheimer und Helen Oppenheimer. In ihrer Kindheit wuchs sie in Manhattan auf. Grumbach studierte am Washington Square College der New York University und an der Cornell University Philosophie und Literatur. Von 1957 bis 1960 unterrichtete sie Senior English an der Albany Academy for Girls. 1960 wurde sie Professorin für Englisch am College of Saint Rose in Albany und lehrte dort bis 1971.
Von 1941 bis 1972 war sie mit Leonard Grumbach verheiratet. Ab 1972 war sie mit ihrer Lebensgefährtin Sybil Pike zusammen, die 2021 mit 91 Jahren starb. 1972 zog sie mit Pike nach Sargentville in Maine. Grumbach hatte vier Kinder. Sie starb im November 2022 im Alter von 104 Jahren.

## Werke (Auswahl)

### Romane
- The Spoil of the Flowers (1962)
- The Short Throat, The Tender Mouth (1964)
- Chamber Music (1979)
- The Missing Person (1981)
- The Ladies (1984)
- The Magician’s Girl (1987)
- The Book of Knowledge (1995)

### Memoiren
- Coming into the End Zone (1991)
- Extra Innings (1993)
- Fifty Days of Solitude (1994)
- Life in a Day (1996)
- The Presence of Absence: On Prayers and an Epiphany (1998)
- The Pleasure of Their Company (2001)

### Biografien
- The Company She Kept: A Revealing Portrait of Mary McCarthy (1967)

### Kinderbücher
- Lord, I Have No Courage (1964)

## Auszeichnungen und Preise (Auswahl)
- 2000: Bill Whitehead Award für ihr Lebenswerk von Publishing Triangle
- 1997: Lambda Literary Award (Lesbian biography/autobiography) für Life in a Day